# Park Narodowy Tirgua
Park Narodowy Tirgua, oficjalnie Park Narodowy General Manuel Manrique (hiszp. Parque nacional Tirgua, Parque nacional General Manuel Manrique) – park narodowy w Wenezueli położony w stanach Cojedes i Yaracuy. Został utworzony 5 czerwca 1992 roku i zajmuje obszar 910 km². W 2008 roku został zakwalifikowany przez BirdLife International jako ostoja ptaków IBA. Na zachód od niego znajduje się Park Narodowy Terepaima.

## Opis
Park obejmuje zachodni fragment pasma górskiego Cordillera de la Costa, wraz z częścią masywu Nirgua, na wysokościach od 200 do 1768 m n.p.m.  Najwyższym szczytem jest Cerro Azul (1768 m n.p.m.). Park znajduje się w dorzeczu Orinoko. Płyną tu takie rzeki jak np.: Tirgua (stąd nazwa parku), Tucuragua, Cojedes, San Pedrito, Buria, Quebrada Aguirre i Quebrada El Bajío. Najniżej położoną część parku pokrywa sawanna. Wyżej, na miejscu dziewiczego tropikalnego wilgotnego lasu górskiego, występuje roślinność wtórna (lasy i łąki). Nad brzegami rzek rosną lasy galeriowe. Flora i fauna nie została dokładnie zbadana.
Średnie roczne temperatury w parku wahają się od +16 °C do +26 °C, a średnie roczne opady od 1500 do 2000 mm.

## Flora
W lasach dominują drzewa z rodzin kluzjowate i mirtowate oraz podrodzin mimozowe i lipowe. Duże obszary podszytu zajmują palmy z rodzajów Chamedora, Wettinia i Geonoma.

## Fauna
Ssaki występujące w parku to m.in.: jaguar amerykański, puma płowa, wyjec rudy, ocelot wielki, paka nizinna, aguti złocisty, koendu, dydelf czarnouchy, królak florydzki i skunksowiec pasiasty.
Odnotowano tu 51 gatunków ptaków, głównie papug. Są to m.in.: ara marakana, amazonka modrobrewa, amazonka żółtogłowa, piona niebieskogłowa, szmaragdolotka andyjska, konura brązowogardła i wróbliczka zielonorzytna.
Gady żyjące w parku to m.in.: żararaka wenezuelska, grzechotnik straszliwy, Micrurus isozonus, boa dusiciel, kribo, ostrogłów brązowy, amejwa pospolita i legwan zielony.